# Eustis (Maine)
Eustis és una població dels Estats Units a l'estat de Maine (EUA). Segons el cens del 2000 tenia 685 habitants.

## Demografia
Segons el cens del 2000, Eustis tenia 685 habitants, 302 habitatges, i 170 famílies. La densitat de població era de 6,8 habitants/km².
Dels 302 habitatges en un 26,2% hi vivien nens de menys de 18 anys, en un 44,4% hi vivien parelles casades, en un 8,6% dones solteres, i en un 43,4% no eren unitats familiars. En el 32,1% dels habitatges hi vivien persones soles l'11,3% de les quals corresponia a persones de 65 anys o més que vivien soles. El nombre mitjà de persones vivint en cada habitatge era de 2,27 i el nombre mitjà de persones que vivien en cada família era de 2,9.
Per edats la població es repartia de la següent manera: un 24,4% tenia menys de 18 anys, un 7,6% entre 18 i 24, un 28% entre 25 i 44, un 26,6% de 45 a 60 i un 13,4% 65 anys o més.
L'edat mediana era de 40 anys. Per cada 100 dones de 18 o més anys hi havia 101,6 homes.
La renda mediana per habitatge era de 28.000 $ i la renda mediana per família de 35.000 $. Els homes tenien una renda mediana de 27.614 $ mentre que les dones 21.111 $. La renda per capita de la població era de 13.274 $. Entorn del 7,7% de les famílies i el 14,3% de la població estaven per davall del llindar de pobresa.